# Jesse Pike
Jesse Reynolds Pike (ur. 17 września 1890 w North Bergen w stanie New Jersey, zm. 22 października 1986 w Point Pleasant Beach w New Jersey) – amerykański kolarz szosowy, olimpijczyk.
Uczestniczył w rywalizacji na V Igrzyskach olimpijskich rozgrywanych w Sztokholmie w 1912 roku. Startował tam w dwóch konkurencjach kolarskich. W jeździe indywidualnej na czas przejechał trasę w czasie 12:06:21,60 i zajął 54. miejsce. Były to jedyne igrzyska, na jakich startował.